# 渡瀬あゆみ
渡瀬 あゆみ（わたせ あゆみ、1984年 7月18日 - ）は、北海道札幌市出身のノルディックスキージャンプの選手。札幌市立西野中学校、札幌日大高、ロイズコンフェクト、神戸クリニック、アインファーマシーズ、あずまスキークラブに所属していた。
女子日本代表選手で、父親は、女子全日本チーム前監督の渡瀬弥太郎、兄にソチオリンピック日本代表の渡瀬雄太。

## 来歴
小学生時よりスキージャンプ競技を始める。
2007年、所属していたロイズスキーチームが廃部となり、監督である父やチームメートの山田いずみとともに競技生活を続行すべく新たな受け入れ先を求めていたが（その間は山田共々、札幌市のスキーショップ「サッポロスキッド」から名義を借りて活動していた）、8月4日に神戸クリニックへの所属が決定。
2009年2月、女子ジャンプが初採用された世界選手権リベレツ大会に初出場し、10位。2011年オスロ大会にも出場し、7位入賞。
女子ジャンプの正式採用が決まったソチオリンピックを目指していた2012年に神戸クリニックジャンプチームが新会長の意向により解散となったため、再びサッポロスキッドから名義を借り、支援先を探しながら競技を続けていたが、2013年8月頃より調剤薬局大手のアインファーマシーズに所属となった。翌2014年4月の契約満了後、契約は更新されず、三たびサッポロスキッド名義に戻った。
2015年から群馬に拠点を移し、鈴木翔とともに新設された「あずまスキークラブ」に所属していた。

## 主な成績

### ノルディックスキー世界選手権
- 2009年リベレツ（ チェコ）個人ノーマルヒル10位
- 2011年オスロ（ ノルウェー）個人ノーマルヒル7位

### ワールドカップ
- 自己最高 9位（2011年12月3日 リレハンメルHS100）
  - 2011/12シーズン総合18位
  - 2012/13シーズン総合40位
  - 2013/14シーズン総合35位
  - 2014/15シーズン総合48位

### スキージャンプ・コンチネンタルカップ
- 2004/05シーズン総合23位
- 2005/06シーズン総合18位
- 2006/07シーズン総合11位
- 2007/08シーズン総合28位
- 2008/09シーズン総合28位
- 2009/10シーズン総合17位
- 2010/11シーズン総合22位
- 2011/12シーズン総合28位

### 日本国内大会
- 雪印杯全日本ジャンプ旭川大会優勝、2001年